# Asthenes humilis
Asthenes humilis е вид птица от семейство Furnariidae.

## Разпространение
Видът е разпространен в Боливия и Перу.